# Massacre de Tamkoutat
Le massacre de Tamkoutat a lieu le 6 février 2014 lors de la guerre du Mali. Le 6 février 2014, des marchands majoritairement Touaregs sont massacrés par des Peuls armés accusés par certains responsables d'être proches du MUJAO tandis que d'autres évoquent un conflit inter-communautaire.

## Prélude
À la fin de l'année 2013, après la défaite des forces djihadistes, de fortes tensions sont observées entre Touaregs et Peuls dans la région de Ménaka. 
Le 7 novembre 2013, une première attaque a lieu près entre Djebok et Tamkoutat, 25 forains, dont trois femmes, venus de cette première ville, sont arrêtés par des hommes armés, ligotés et dépouillés de quatre millions de francs CFA. D'après le convoyeur, les coupeurs de routes qui s'exprimaient dans un arabe teinté de tamacheq s'étaient réclamé du MUJAO.
Dans la nuit du 18 au 19 novembre dans le village d’Intakabar, à Djebok, un vieillard de 70 ans et une petite fille de 3 ans sont assassinés par des hommes armés. Une femme d'environ 70 ans et une petite fille d'une dizaine d'années sont également blessées. Les victimes font partie de la famille du général touareg loyaliste El Hadj Ag Gamou, ce dernier affirme que les meurtriers sont des Peuls du MUJAO.

D'après des habitants, après ce massacre des Imghads effectuent une expédition punitive et exécutent en représailles un notable de Djebok. Selon RFI, en novembre des affrontements entre Touaregs et Peuls font plusieurs morts chez les premiers et une cinquantaine de tués chez les seconds, mais aucune autre précision n'est donnée. Selon Timoré Tioulenta, ancien député de Ténenkou, 53 éleveurs Peuls sont massacrés à Tin-Hama, près d'Ansongo, le 18 novembre 2013.
Des éleveurs peuls affirment de leurs côtés que des centaines de têtes de bétails ont été volées par des Touaregs. Pour Abdoul-Aziz Souleymane, un leader de la communauté peule, de nombreux Peuls ont rejoint le MUJAO lors de la guerre du Mali, moins par idéologie salafiste que pour obtenir des armes et une organisation pour défendre leur bétail. Il précise également que tous le combattants du MUJAO n'étaient pas des Peuls, et que des Songhaïs et des Arabes en faisaient également partie. Il plaide pour un désarmement de tous les groupes et estime qu'aucune des deux communautés ne trouverait son intérêt dans une poursuite des violences.  
Le 5 février 2014, de nouvelles tensions éclatent entre des Peuls et des Touaregs de la tribu des Imghad. Les premiers accusent les seconds d'avoir enlevé un des leurs. Selon des habitants des environs, fin janvier, un combattant Peul assimilé au Mujao est arrêté par des Touaregs et livré à la MINUSMA. Puis, selon d'autres habitants, trois Peuls sont tués par des Touaregs le 2 février,.
Pour Reuters, ces violences ne seraient pas en lien direct avec la guerre du Mali. Aucun rapport entre les Peuls armés et les djihadistes n'est relevé selon eux. Ces rivalités entre les deux communautés sembleraient venir de la pénurie de terres de pâturage, régulièrement elles s'accusent mutuellement de vols et de pillages. Quant à la tribu des Imghad, elle passe pour être plutôt loyaliste au gouvernement malien.

## Déroulement
Le massacre a lieu à 12 ou 20 kilomètres de Tamkoutat, un village de la commune d'Anchawadi, situé à 125 kilomètres de Gao et au nord de Djebok.
Le 6 février, vers 14 heures, après la foire à Tamkoutat, deux véhicules transportant des marchands touaregs quittent les lieux, mais ils sont arrêtés un peu plus loin par des Peuls armés, dont une dizaine ou une vingtaine circulent à moto,,. 
Les Peuls s'en prennent alors aux Touaregs qui tentent de résister, 25 sont tués et 7 blessés, dont un mortellement. Selon RFI, presque toutes les victimes sont des Touaregs Imghads et parmi les morts figurent une femme et un enfant. Les Peuls incendient un des véhicules, l'autre est pris et emporté.  
Les assaillants prennent ensuite la fuite, ils attaquent un troisième véhicule et tuent trois autres personnes dans un autre secteur,. 
Puis, plus au sud, près de la frontière nigérienne, les mêmes assaillants attaquent un campement nomade, deux hommes sont enlevés, puis tués.

## Bilan
Selon les déclarations à l'AFP de Oumar Maïga, élu de Gao, et d'Assarid Ag Imbarcaouane, ancien député de Gao, au moins 30 Touaregs ont été tués par des hommes armés issus de la communauté peule.
Des casques bleus de la MINUSMA se rendent sur place le lendemain du massacre et constatent que 24 personnes ont été tuées et quatre blessées, dont un grièvement. Ces derniers sont conduits à l'hôpital de Gao. Des militaires de l'armée malienne gagnent également les lieux et arrêtent quelques suspects. Dans son communiqué, la MINUSMA parle d'« affrontements intercommunautaires » sans préciser toutefois l'origine des victimes et des assaillants.
Le 7 février, le ministère malien de la Défense déclare qu'environ 30 personnes ont été tués et que les assaillants étaient au nombre d'une douzaine. Le ministère de la Sécurité intérieure conteste cependant le terme de « conflit intercommunautaire », et estime que les assaillants « sont des terroristes, des bandits et non des Peuls » et affirme que toutes les victimes ne sont pas uniquement touarègues. Le général Soungalo Togola, chargé de communication du ministère de la Sécurité intérieure, se rend à Gao après le massacre, il affirme qu'aucun des quatre blessés soignés dans cette ville n'était Touareg. Selon lui le bilan définitif est de 30 morts, dont 25 tués dans l'attaque du premier convoi, trois autres morts dans un secteur proche, et deux tués plus au sud dans un campement nomade près de la frontière nigérienne. Il y a également sept blessés, dont quatre évacués à Gao et trois à Ansongo. Cependant un des blessés de l'hôpital de Gao succombe à ses blessures.
Finalement le 10 février, le général Sada Samaka, ministre de la Sécurité intérieure, accuse à son tour le MUJAO d'être responsable du massacre. Selon une personne proche du ministère de la Défense, quatre suspects ont été arrêtés par les autorités maliennes.
Cependant le 10 février, Olivier Salgado, porte-parole de la MINUSMA, déclare que les Nations unies considèrent que ces violences sont des « affrontements intercommunautaires ». De son côté Corinne Dufka, chercheuse pour Human Rights Watch, affirme que des sources locales contredisent les propos du ministre Samaka.
Le 11 février, Cheick Oumar Diarra, ministre malien de la Réconciliation nationale, affirme que les violences commises dans la région de Gao sont bel et bien le résultat d'un conflit intercommunautaire : « C’est un conflit qui est structuré autour du foncier, autour du bétail, et qui met en opposition les Peuls, les Touaregs ».
Selon le journal H-Azawad, favorable aux rebelles touaregs, au moins 35 civils ont été tués. Il accuse également les miliciens Peuls et l'armée malienne d'être liés. Selon ce journal, des combattants du MNLA seraient partis à la recherche des assaillants.

De son côté, le MNLA déclare dans un communiqué daté du 7 février que le massacre a fait 25 morts. Le mouvement rebelle accuse les assaillants d'être des djihadistes du MUJAO, il déclare avoir poursuivi les « terroristes » et avoir engagé le combat avec eux dans la soirée du 7 février. Interrogé par des journalistes du Temps d'Algérie, Moudet Ag Saci, cadre du MNLA, pointe également le MUJAO et affirme que 35 personnes ont été tuées. Selon RFI, des habitants des environs de Djebok accusent aussi le MUJAO d'être responsable du massacre.

## Représailles du MNLA
Après le massacre de Tamkoutat, des combats éclatent le soir du 7 février 2014. Selon RFI, des affrontements débutent le soir du 7 février à une vingtaine de kilomètres de la frontière nigérienne et font au moins trois morts. Le 10 février, le MNLA publie un communiqué dans lequel il déclare avoir affronté le groupe « terroriste » dans toute la journée du 8 février et dans la matinée du 9 et détruit une de leurs bases. Les djihadistes prennent la fuite et les survivants parviennent à franchir la frontière nigérienne où le MNLA arrête sa poursuite. Ils trouvent probablement refuge à Inafous, au Niger, où le MUJAO disposerait d'une base. Dans son communiqué, le MNLA déclare que ses pertes sont d'un homme tué et d'un blessé tandis que celles du MUJAO sont de six morts et de deux Arabes faits prisonniers. Après les combats, le MNLA affirme qu'il effectue des « rafles militaires » dans une zone allant de Ménaka à Labbezanga.
Le 10 février, un cadre de l’administration à Ansongo affirme que des combats ont eu lieu dans la commune de Tin-Hama, située entre Ansongo et Labbezanga. Il affirme également qu'il s'agit d'un conflit intercommunautaire entre Touaregs Imghads et Peuls Boroboros, et dit également craindre une intervention des soldats touaregs loyalistes d'El Hadj Ag Gamou contre les Peuls.

## Suites
Quelques jours plus tard, le 27 février, un marchand nigérien aurait été assassiné à Tamkoutat, par des hommes du MUJAO, selon les déclarations d'un commerçant malien, confirmées par un des adjoints du maire d'Ansongo.